# Luis Aragonés
José Luis Aragonés Suárez Martínez (* 28. Juli 1938 in Madrid; † 1. Februar 2014 ebenda) war ein spanischer Fußballspieler und -trainer. Von 2004 bis 2008 war er der Cheftrainer der spanischen Nationalmannschaft.
2008 führte er die Spanier als ältester Trainer des Turniers (69 Jahre) zum zweiten Europameistertitel.

## Spielerkarriere
Aragonés verbrachte als Spieler die meiste Zeit seiner Karriere bei Atlético Madrid. Meist wird Aragonés nur Luis genannt. In den späten 1960ern und den frühen 1970ern war er ein bedeutender Spieler und danach Trainer der erfolgreichen Mannschaft Atlético Madrids. Das Team gewann viermal die Primera División und erreichte 1974 das Finale im Europapokal der Landesmeister gegen den FC Bayern München, in dem Aragonés in der 114. Minute das 1:0 erzielte, das von Georg Schwarzenbeck in der 120. Minute ausgeglichen wurde. Das Wiederholungsspiel verlor Atlético mit 0:4. Außerdem gewann sie 1974 den Weltpokal, da Bayern München als Sieger des Europapokals auf die Teilnahme verzichtete. Bei diesen Spielen gegen Independiente Avellaneda war Aragonés aber schon als Trainer tätig. Zwischen 1964 und 1975 spielte Aragonés 265 Mal für Atlético in der spanischen Primera División und erzielte 123 Tore. Mit 172 Toren insgesamt ist er der Rekordtorschütze des Vereins, den er danach viermal trainierte. Aragonés spielte jedoch auch bei anderen Klubs, wie z. B. bei Real Betis, außerdem spielte er elfmal für die spanische Nationalmannschaft und schoss drei Tore.

## Trainerkarriere
Er coachte Teams in der Primera División wie den FC Barcelona, FC Sevilla, Valencia CF, Espanyol Barcelona, Real Betis, Real Oviedo und RCD Mallorca.

### Atlético Madrid

#### Erste Amtszeit (1974–1978)
Im November 1974 übernahm Aragonés das Traineramt bei Atlético Madrid. Er löste seinen Ex-Trainer Juan Carlos Lorenzo ab, unter dem die Leistungen nach der aufsehenerregenden Spielzeit zuvor spürbar zurückgegangen waren inklusive eins frühzeitigen Aus im UEFA-Pokal. An der Schwäche in der Liga konnte allerdings auch Aragonés nichts ändern und die Meisterschaft wurde auf dem sechsten Platz beendet. Dafür konnte er im Weltpokal einen großen Erfolg feiern. Nachdem der Europapokal-der-Landesmeister-Sieger FC Bayern München seine Teilnahme abgesagt hatte, war Atlético als Finalist an dessen Stelle getreten. Im Weltpokal traf man auf Copa-Libertadores-Gewinner Independiente, gegen das man sich nach Hin- und Rückspiel mit 2:1 durchsetzte und somit den Weltpokal gewann. Für Aragonés war es der erste Titel in seiner Trainerkarriere. Zudem führte er die Colchoneros in ihr erstes Copa-del-Generalísimo-Finale seit dem Sieg 1972. Im Endspiel traf man auf Stadtrivale Real Madrid, gegen das man mit 3:4 knapp im Elfmeterschießen verlor. Da Real Madrid neben dem Pokal auch die Meisterschaft gewonnen hatte, qualifizierte sich Aragonés mit seiner Mannschaft als Finalist für den Europapokal der Pokalsieger.
Im folgenden Spieljahr konnte unter Aragonés Führung einmal mehr das Endspiel des nationalen Pokals erreicht werden, wo man sich mit 1:0 gegen Real Saragossa durchsetzte. Für Aragonés war es nach dem Weltpokal der zweite Titel als Atlético-Trainer. In der Liga verbesserte man sich vom sechsten auf den dritten Platz und im Pokalsieger-Pokal schaffte man es bis in die 2. Runde, wo man Eintracht Frankfurt unterlag.
Die Spielzeit 1976/77 wurde Aragonés beste als Übungsleiter seines Herzensvereins. Mit 46 Punkten, einem Vorsprung auf Barcelona unter Rinus Michels, gewann man die achte Meisterschaft der Vereinsgeschichte. Im Pokalsieger-Pokal, wo man als amtierender Copa-Gewinner antrat kam man bis ins Halbfinale, wo man dem Hamburger SV unterlag, während man in der aktuellen Ausgabe der Copa, im Achtelfinale mit 1:2 am FC Sevilla scheiterte und somit die Titelverteidigung verpasste.
Die Saison 1977/78 wurde Aragonés letzte in seiner ersten Amtszeit als Übungsleiter der Rojiblancos. In der Liga wurde man sechster, womit sowohl die Titelverteidigung deutlich verpasst wurde als auch die Qualifikation für einen europäischen Wettbewerb. Im Europapokal der Landesmeister zog man nach Siegen über Dinamo Bukarest und FC Nantes unterdessen ins Viertelfinale ein, wo man auf den von Ernst Happel trainierten FC Brügge traf. Diesem unterlag man nach Hin- und Rückspiel knapp mit 3:4. Nach der Saison verließ Aragonés Atlético. Sein Nachfolger wurde Héctor Núñez.

#### Interimstrainer (1978)
Nachdem sich sein Nachfolger Héctor Núñez mit dem Brasilianer Luiz Pereira überworfen hatte, kehrte Aragonés im Oktober 1978 auf Interimsbasis zu Atletico Madrid zurück. Er betreute die Colchoneros für fünf Spiele, von denen drei gewonnen werden konnten und zwei unentschieden endeten. Im Anschluss wurde er durch Ferenc Szusza abgelöst.

#### Zweite Amtszeit (1979–1980)
Zur Saison 1979/80 übernahm Aragonés ein weiteres Mal als Übungsleiter der Rojiblancos. Er löste dabei seinen Nachfolger von 1978 Ferenc Szusza ab. Seine zweite Amtszeit verlief deutlich schlechter als seine Erste. Im UEFA-Pokal scheiterte er mit seiner Mannschaft frühzeitig in der 1. Runde mit 1:5 deutlich an Dynamo Dresden und auch in der Liga fand die Mannschaft unter ihm keine Form. Vom zweiten Spieltag an bis zu Aragonés Entlassung nach dem 25. Spieltag befand die Mannschaft sich fast durchgehend im Tabellenmittelfeld, weit entfernt vom dritten Platz, den man in der Vorsaison geholt hatte. Zum Zeitpunkt seines Abschieds Mitte März hatte Aragonés von 35 Spielen, bei denen er an der Seitenlinie gestanden hatte, 14 gewonnen, 11 unentschieden beendet und 10 verloren, was eine Siegquote von 40 % bedeutete.

### Betis Sevilla
Ende April 1981 übernahm Aragonés die Zügel bei Betis Sevilla für die Spielzeit 1981/82 und beerbte somit Luis Cid. Seine Amtszeit in Sevilla sollte von extrem kurzer Dauer sein und nur drei Spiele umfassen. Sein erstes Spiel als Betis-Trainer war ein 2:0-Hinspielsieg über Coria CF in der 1. Runde des nationalen Pokal. Darauf folgte einige Wochen später ein dominantes 6:2 im Rückspiel für einen 8:3-Gesamtsieg. Sein drittes und letztes Spiel war dann eine 1:2-Niederlage gegen Racing Santander am ersten Spieltag. Nach der Niederlage trennten sich Coach und Verein wieder.

### FC Barcelona
Im September 1987 schloss sich Aragonés dem FC Barcelona an. Bei Barça löste er Erfolgstrainer Terry Venables ab. Dieser hatte 1985 zunächst die Meisterschaft gewonnen und in der Spielzeit 1985/86 Barcelona dann zum Sieg im Ligapokal geführt sowie zur Vizemeisterschaft und in die Endspiele der Copa del Rey und des Europapokals der Landesmeister. In der Spielzeit 1986/87 hatten die Leistungen  dann allerdings nachgelassen, weshalb sich Barça an Aragonés gewandt hatte. Neben seinem eigenen Trainerstab wurde ihm von Vereinsseite noch Vereinslegende Carles Rexach als Assistenztrainer zur Seite gestellt. Aragonés hielt es letztendlich nur eine Spielzeit im Camp Nou. Einen Erfolg konnte er dennoch mit den Katalanen feiern. So führte er seine Mannschaft nach Siegen über Real Murcia, Stadtrivale Espanyol, CD Castellón und CA Osasuna ins Finale des spanischen Pokals. Dort bezwang man im Anschluss mit 1:0 knapp Real Sociedad. Durch den Gewinn der Copa qualifizierten sich Barça und Aragonés für die folgende Ausgabe des Europapokals der Pokalsieger. Für Aragonés war es der dritte Erfolg in der Copa als Trainer und erste Titel, den er nicht mit Atlético gewann. Im UEFA-Pokal kamen Aragonés Schützlinge bis ins Viertelfinale, wo sie nach Hin- und Rückspiel mit 0:1 knapp Bayer 04 Leverkusen unterlagen. Die Meisterschaft wurde unterdessen auf einem enttäuschenden sechsten Platz beendet, was eine drastische Verschlechterung gegenüber der Vizemeisterschaft im Jahr zuvor darstellte. Einen Tag nach Ende der Spielzeit trennten sich die Katalanen wieder von Aragonés. Sein Nachfolger wurde kurzfristig Assistenztrainer Carles Rexach, bevor im Anschluss Vereinslegende Johan Cruyff das Traineramt übernahm, welcher Barça in den folgenden Jahren zur besten Vereinsmannschaft Europas aufbaute. 

### Espanyol Barcelona
Nach zweijähriger Pause heuerte Aragonés 1990 einmal mehr in Kataloniens Hauptstadt an. So übernahm er am 1. Juli 1990 als Übungsleiter beim Aufsteiger Espanyol Barcelona und löste Juanjo Díaz ab. Wie schon bei seinem Ex-Verein und Lokalrivale FC Barcelona sollte es ihn auch im Estadi Sarrià nur eine Spielzeit halten. Sein erstes offizielles Spiel als Espanyol-Trainer war eine 0:1-Heimniederlage im Derbi barceloní gegen Barça unter seinem Nachfolger Johan Cruyff. Am zweiten Spieltag folgte ein 1:1-Unentschieden gegen CD Castellón. Sein erster Sieg als Espanyol-Trainer folgte dann am dritten Spieltag durch einen 4:0-Heimsieg über den FC Sevilla. Fortan blieben die Leistungen schwankend. Nie auf einem Abstiegsplatz aber auch nie höher als achter wurde die Spielzeit schließlich auf dem 16. Platz beendet. In der Copa del Rey kam er mit seiner Mannschaft unterdessen bis ins Viertelfinale, wo er mit 2:3 gegen Real Valladolid verlor. Nach Ende der Saison verließ er Espanyol wieder, womit sein Kapitel in Barcelona endete. Sein Nachfolger wurde Ljubomir Petrovic.

### Letztes Engagement bei Atlético Madrid
Nachdem seine alte Liebe Atlético Madrid 2000 in die Segunda División abgestiegen war und am Ende ihrer ersten Zweitligasaison als Tabellenvierte den direkten Wiederaufstieg verpasst hatte, kehrte Aragonés im Sommer 2001 zu den Rojiblancos zurück. Das klare Ziel seiner Amtszeit war der schnellstmögliche Wiederaufstieg. Dementsprechend wenig Aufmerksamkeit wurde deshalb dem nationalen Pokal geschenkt, wo man gleich in der 2. Hauptrunde mit 1:3 an Rayo Vallecano scheiterte. Am Ende der Saison wurde man tatsächlich mit 79 Punkten Zweitligameister und der Wiederaufstieg war geglückt.
Auch für die folgende Spielzeit blieb Aragonés noch im Amt. Atléticos erstes Spiel zurück in der Primera División war eine Auswärtspartie im Camp Nou gegen den krisengeschüttelten FC Barcelona unter Louis van Gaal.  Das Spiel endete mit 2:2, was den Ton für die anschließende Spielzeit vorgab. Nie in wirklicher Gefahr eines erneuten Abstiegs, aber auch ohne Perspektive mehr als eine solide Saison zu spielen, wurde die Meisterschaft auf einem sicheren zwölften Platz beendet. Im Pokal kam man unterdessen bis ins Viertelfinale, wo man mit 0:1 gegen Recreativo Huelva verlor. Nach Ende der Saison trennte sich Atlético von Aragonés, trotz seines Wunsches, seinen bis 2004 datierten Vertrag zu erfüllen. Sein Nachfolger wurde Gregorio Manzano.

### Nationalmannschaft
Als Aragonés 2004 bei einem Training für ein Fußball-WM-Qualifikationsspiel gegen Belgien den französischen Nationalspieler Thierry Henry gegenüber dessen Teamkollegen bei Arsenal London, dem spanischen Stürmer José Antonio Reyes, als „negro de mierda“ („beschissener Schwarzer“) bezeichnete, was eine Kamera und mehrere Journalisten mitbekamen, wurde dies in der britischen Öffentlichkeit als Ausdruck von Rassismus interpretiert. Aragonés hingegen erklärte, er habe Reyes damit nur motivieren und keine rassistischen Ressentiments gegen Henry zum Ausdruck bringen wollen. Der spanische Fußballverband RFEF verhängte im März 2005 eine Strafzahlung von 3000 Euro wegen Rassismus mit der Ankündigung, im Wiederholungsfall drastischere Maßnahmen zu ergreifen. Die von der spanischen Regierung eingesetzte Kommission gegen Gewalt hatte sich für eine härtere Bestrafung ausgesprochen. Die Strafe wurde jedoch nach einem Einspruch später aufgehoben.
Aragonés’ Engagement bei der spanischen Nationalmannschaft endete nach der Euro 2008, bei der sein Team durch einen 1:0-Finalsieg gegen Deutschland den Titel gewann. Mit diesem Sieg, der Spanien seinen zweiten EM-Titel nach 1964 bescherte, wurde Luis Aragonés vier Wochen und einen Tag vor seinem 70. Geburtstag der älteste Sieger-Trainer der Europameisterschaftsgeschichte. Der bis dahin gültige Rekord war erst beim vorausgegangenen Turnier von Otto Rehhagel aufgestellt worden. Nachfolger von Luis Aragonés als spanischer Nationaltrainer wurde Vicente del Bosque, der mit dem Team zwei Jahre später auch ältester Sieger-Trainer der Weltmeisterschaftsgeschichte wurde.
Zuletzt war Aragonés in der Saison 2008/09 Trainer des türkischen Erstligisten Fenerbahçe Istanbul, wurde jedoch im Juni 2009 vorzeitig entlassen.

## Erfolge

### Als Spieler
Atlético Madrid
- Spanischer Meister (3): 1966, 1970, 1973
- Copa del Generalísimo (2): 1965, 1972

### Als Trainer
Atlético Madrid
- Spanischer Meister: 1977
- Copa del Rey (3): 1976, 1985, 1992
- Segunda División: 2002
- Weltpokal: 1974
- Supercopa de España: 1985

FC Barcelona
- Copa del Rey: 1988

Spanische Nationalmannschaft
- Europameister: 2008

## Zitate
- „Wir können die Besten besiegen. Wir können aber auch gegen sie verlieren.“ (2008)[10]
- „Wenn wir den EM-Titel holen, pilgere ich auf dem Jakobsweg.“ (2008)[10]